# Josep Parladé i Llucià
Josep Parladé i Llucià   (Sant Pere de Riudebitlles, 1797 - Barcelona, 18 de gener de 1867) fou un comerciant, fabricant de paper i polític català.

## Biografia
Fill de Francesc Parladé i Martí i de Maria Llucià i Vilar, tots dos originaris de Sant Pere de Riudebitlles,
va ser primer comandant de la Milícia Nacional i el 1836 participà en la redacció del seu reglament amb Joan Vilaregut i Albafull. Fou alcalde de Barcelona pel Partit Moderat entre gener del 1844 i gener del 1846, i des del seu càrrec s'oposà a la reforma municipal impulsada per la Constitució Espanyola de 1845 que minvava l'autoritat municipal.
El 1860, el seu nom figurava en la directiva de la Compañía del Camino del Hierro Centro, juntament amb Pascual Madoz.